# موريسيو ألمادا
موريسيو نيكازيو ألمادا (بالإسبانية: Mauricio Nicasio Almada)‏ (ولد في 18 أغسطس 1976 في لينكولن، محافظة بوينس آيرس) وهو لاعب كرة قدم أرجنتيني يلعب حاليا كمدافع لنادي ألميرانتي براون.

## وصلات خارجية
- موريسيو ألمادا على موقع إي إس بي إن إف سي (الإنجليزية)
- موريسيو ألمادا على موقع قاعدة بيانات كرة القدم.إي يو (الإنجليزية)

- Argentie Primera statistics (بالإسبانية)
- Statistics at BDFA (بالإسبانية)
- Statistics at ESPN Soccernet